# سیارک ۵۳۶۰
سیارک ۵۳۶۰ (به انگلیسی: 5360 Rozhdestvenskij، نامگذاری:1975VD9) پنج هزار و سیصد و شصتمین سیارک کشف شده‌است که در ۸ نوامبر ۱۹۷۵ کشف شد.
قدر مطلق سیارک برابر ۱۱٫۴۰ است.